# Douwe Kalma
Douwe Kalma (Boksum, 1896- Ljouwert, 1953) fou un escriptor i polític frisó, un dels més representatius del moviment frisó.
Es llicencià en medicina i el 1915 fundaria la Jongfryske Mienskip (Comunitat de Joves Frisons), de caràcter polític i literari, que el 1916 publicaria el seu programa, Frislân foar frysken (Frísia per als frisons).
Amb el temps evolucionaria cap a la dreta, abandonà la Unió Socialdemòcrata Frisona i el 1933 fundaria el Fryske Front (Front Frisó), de caràcter cristià i enfrontat al Frysk Faksiste Front (Front Feixista Frisó) pel seu paganisme.
El 1941 d'antuvi col·laborà amb els nazis, i va formar part del trijemanskip (triumvirat), que pretenia unir tots els grups nacionalistes i encarregar-se de la negociació amb les autoritats d'ocupació. Però aviat en fou apartat per Arthur Seyss-Inquart i es distancià després de les noves organitzacions creades pels ocupants (com el Fryske Rie). Passà aleshores a la resistència, decebut per la política antisemita dels nazis. En acabar la guerra desaparegué de la vida pública.
És autor d'estudis, versos i drames, i també de moltes traduccions en frisó com ara d'Homer, de William Shakespeare (va traduir-ne l'obra completa entre 1956 i 1963), John Milton, Percy B. Shelley i Moliere.

## Obres
- De fryske skriftekennisse (Sobre Literatura frisona, 1928)
- Gysbert Japiks (1938),
- Ut stiltme en stoorm (De la calma i la tempesta, 1918)
- Dage (Alba, 1927)
- Sangen (Cants, 1936)
- De Lytse mienskip (La petita comunitat, 1944),
- Kening Aldgillis (Rei Adlgils, 1920)
- Kening Finn (Rei Finn, 1927)
- Leafwyn (Vent de fulles, 1941)